# Sudesna hainan
Espèce
Sudesna hainan est une espèce d'araignées aranéomorphes de la famille des Dictynidae.

## Distribution
Cette espèce est endémique de Hainan en Chine.

## Description
Le mâle holotype mesure 2,30 mm et la femelle paratype 2,42 mm, les mâles mesurent de 1,91 à 2,30 mm et les femelles de 2,24 à 2,42 mm.

## Systématique et taxinomie
Cette espèce a été décrite par Wang, Peng et Zhang en 2025

## Étymologie
Son nom d'espèce lui a été donné en référence au lieu de sa découverte, Hainan.

## Publication originale
- Wang, Peng & Zhang, 2025 : « Six new species and a new synonym of the mesh-web spider genus Sudesna Lehtinen, 1967 (Araneae, Dictynidae) from China. » ZooKeys, vol. 1234, p. 127-149 (texte intégral).